# Tetrachyron
Tetrachyron je rod glavočika iz podtribusa Verbesininae,  dio tribusa Heliantheae. Sastoji se od 10 vrsta, od kojih je 9 endemično za Meksiko.
Rod je opisan u Linnaea 19: 744. 1847.

## Vrste
1. Tetrachyron brandegeei (Greenm.) Wussow & Urbatsch
2. Tetrachyron chimalapanum B.L.Turner
3. Tetrachyron discolor (A.Gray) Wussow & Urbatsch
4. Tetrachyron grayi (Klatt) Wussow & Urbatsch
5. Tetrachyron manicatum Schltdl.; tipična vrsta
6. Tetrachyron omissum Rzed. & Calderón
7. Tetrachyron orizabaensis Sch.Bip. ex Klatt; Meksiko i Gvatemala.
8. Tetrachyron paneroi B.L.Turner
9. Tetrachyron torresii B.L.Turner
10. Tetrachyron websteri (Wussow & Urbatsch) B.L.Turner